# Josef Pejchal
Josef Pejchal (* 30. října 1979, Český Krumlov) je český divadelní, filmový, seriálový a muzikálový herec.

## Život
Narodil se do početné rodiny, má čtyři bratry a sestru. Od dětství byl veden k lásce k hudbě, hrál na housle, zpíval, tančil, výtvarnému umění a sportu.
Po základní škole začal studovat na gymnáziu, ale po třech letech byl přijat na Pražskou konzervatoř, obor herectví.
Ještě za studia nastoupil do divadla v Olomouci. Po skončení studia se stal součástí herecké skupiny Černého divadla Jiřího Srnce.
Od roku 2003 je v angažmá Východočeského divadla v Pardubicích.

## Dílo[3]

### Divadlo – výběr[4]
- 2004–2006 – Romeo a Julie, role Romea
- 2005–2013 – Donaha!, role Malcolma MacGregora
- 2008–2011 – Cikáni jdou do nebe, role Aralambiho
- 2008–2011 – Hamlet, role Hamleta
- 2013–2016 – A je to v pytli!, role Dicka Kerwooda
- 2015–2017 – Kdo se bojí Virginie Woolfové, role Nicka
- 2015–2017 – Limonádový Joe, role Limonádového Joea
- 2016 – Normální debil 1, role Norberta Intribuse
- 2019 – Velká bankovní loupež, role Warden, Roger, Eddie, Helmut, Číšník a Racek 1
- 2021 – Noc na Karlštejně, role zbrojnoše Ctibora
- 2022 – Makropulos, role advokáta dr. Kolenatého
- 2022 – Pekařova žena, role kněze monsieur le Cure
- 2023 – Do nebes!, role Františka Kašpara
- 2023 – Fantastické divadlo, role kapitána Mercucia
- 2023 – Intimní rizika na veřejných místech, role Stewarta

### Film[5]
- 1999 – Ultimátum
- 1999 – Johanka z Arku
- 2001 – Jak ukrást Dagmaru
- 2001 – Bazén
- 2003 – Hostel
- 2004 – Like Whispers
- 2013 – Obyčejný den
- 2017 – Kopřiva

### Seriály[5]
- 2004 – Redakce
- 2005 – Oběti
- 2005–2011 – Ordinace v růžové zahradě (214 epizod)
- 2017–2021 – Modrý kód (42 epizod)
- 2021 – Specialisté

### Další[5]
- 2001 – Létopísně (dokument)
- 2008 – Koncert Tříkrálový (koncert)
- 2013 – Sejdeme se na Cibulce (host)
- 2016 – Hej, Mistře! (divadelní záznam)